# Parque Quase-Nacional Ibi-Sekigahara-Yōrō
O Parque Quase-Nacional Ibi-Sekigahara-Yoro é um parque quase-nacional localizado na prefeitura japonesa de Gifu. Estabelecido em 28 de dezembro de 1970, tem uma área de 20 219 hectares.